# Muonionjärvi-Utkujoki
Muonionjärvi-Utkujoki este o arie protejată (arie specială de conservare — SAC, sit de importanță comunitară — SCI, arie de protecție specială avifaunistică — SPA) din Finlanda întinsă pe o suprafață de 544 ha, integral pe uscat.

## Localizare
Centrul sitului Muonionjärvi-Utkujoki este situat la coordonatele 67°58′41″N 23°34′38″E / 67.9781°N 23.5772°E.

## Înființare
Situl Muonionjärvi-Utkujoki a fost declarat sit de importanță comunitară în august 1998 pentru a proteja 19 specii de animale. Alte tipuri de protecție:
- arie de protecție specială avifaunistică (în august 1998)[2]
- arie specială de conservare (în aprilie 2015)[1][3][4]

## Biodiversitate
Situată în ecoregiunea boreală, aria protejată conține 3 habitate naturale: Lacuri și iazuri distrofice naturale, Râuri naturale fino-scandinave, Pajiști aluvionare boreale nordice.
La baza desemnării sitului se află mai multe specii protejate de  păsări (19): rață sulițar (Anas acuta), gâscă de semănătură (Anser fabalis), ciuf de câmp (Asio flammeus), rața moțată (Aythya fuligula), bătăuș (Calidris pugnax), fugaci pitic (Calidris temminckii), erete vânăt (Circus cyaneus), gușă vânătă (Cyanecula svecica), lebădă de iarnă (Cygnus cygnus), șoimul rândunelelor (Falco subbuteo), Hydrocoloeus minutus, pescăruș râzător (Larus ridibundus), rață catifelată (Melanitta fusca), rață neagră (Melanitta nigra), Mergellus albellus, vultur pescar (Pandion haliaetus), Sterna paradisaea, fluierar negru (Tringa erythropus), fluierar de mlaștină (Tringa glareola).
Pe lângă speciile protejate, pe teritoriul sitului au mai fost identificate 5 specii de păsări, 2 specii de pești.